# Heteroonops croix
Espèce
Heteroonops croix est une espèce d'araignées aranéomorphes de la famille des Oonopidae.

## Distribution
Cette espèce est endémique de l'île Sainte-Croix aux îles Vierges américaines,.

## Description
Le mâle holotype mesure 1,59 mm et la femelle 1,91 mm.

## Étymologie
Cette espèce est nommée en référence au lieu de sa découverte, Sainte-Croix

## Publication originale
- Platnick & Dupérré, 2009 : The goblin spider genus Heteroonops (Araneae, Oonopidae), with notes on Oonops.  American Museum Novitates, no 3672, p. 1-72 (texte intégral).